# مثقوبات
المثقوبات أو المثقبات (باللاتينية: Trematoda) هي صف من شعبة الديدان المسطحة يضم مجموعتين من الديدان الطفيلية.
وهي من الطفيليات التي تتغذى عن طريق غزو أجسام الحيوانات الأخرى (المضيف).

## التكاثر
تضع البيض المخصب داخل جسم المضيف ويتم طرح ذلك البيض عن طريق الفضلات ولو وصل ذلك البيض إلى الغذاء أو الماء سينتقل إلى كائن حي آخر ويتطور بيض المثقوبات في جسم المضيف.

## أجزاء الجسم
لدى المثقوبات رؤوس صغيرة جدا وليس لها بقع عينية أو فصوص حسية ولكن لديها ممصات وخطافات خاصة للارتباط بمضيفها.

## اقرأ أيضاً
- طفيليات دموية حيوانية
- ثلاثيات الفروع

## وصلات خارجية
طفيليات الجهاز الهضمي